# Rio Cungrea Mică
O Rio Cungrea Mică é um rio da Romênia, afluente do Rio Olt, localizado no distrito de Olt.